# Bitas

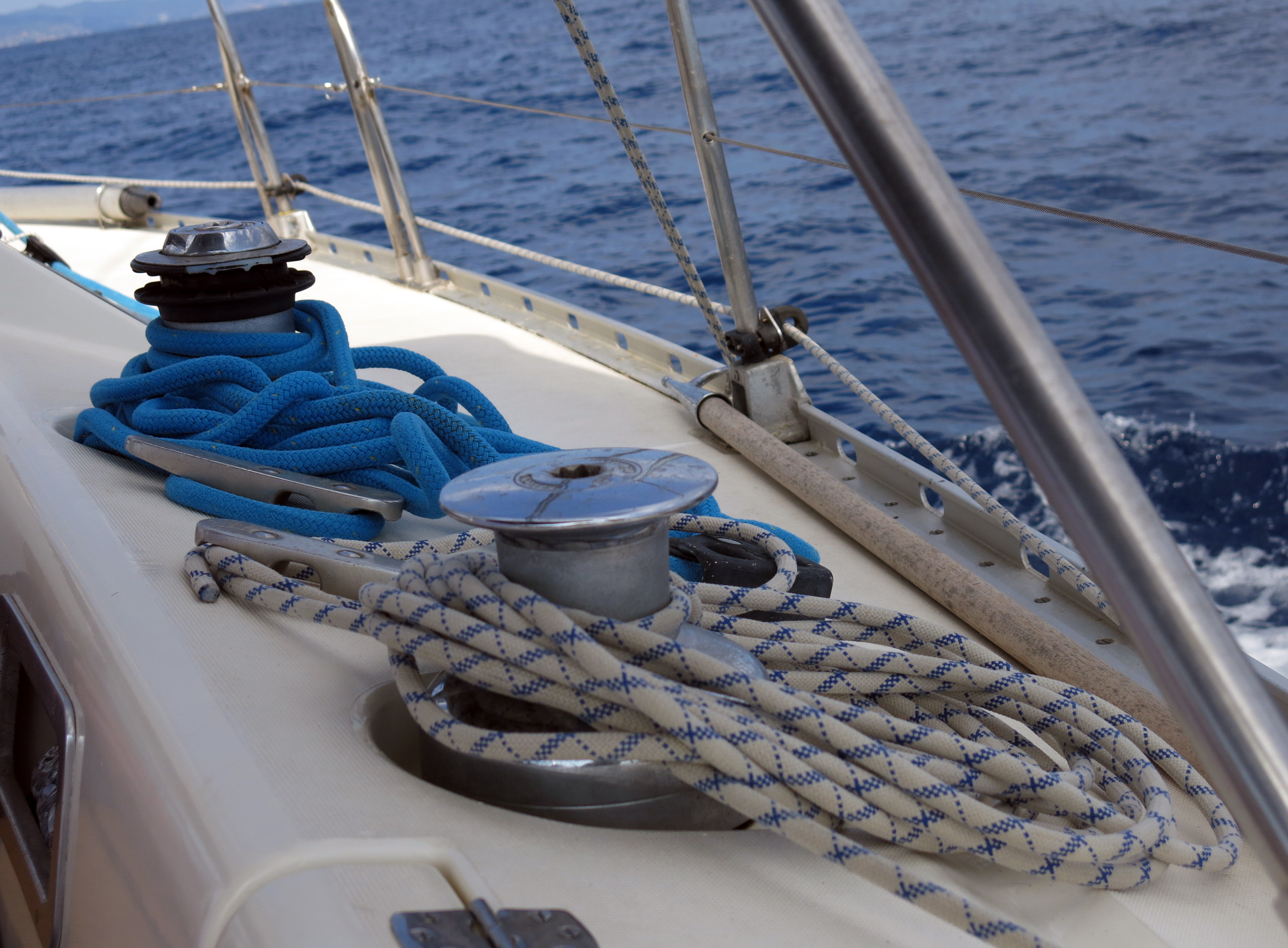
Bitas de amarre

En náutica, las bitas de una embarcación son un par de postes verticales de madera de roble o metal de sección transversal circular, de poca altura fuera de cubierta, aunque con mayor profundidad (puede empezar desde el plan o desde los baos del sollado). Su parte superior puede tener relieves, por lo que se conocen en inglés con el término Knight heads. Sirven para asegurar cuerdas como guindalezas y calabrotes.

## Descripción
Las bitas, debido al sistema que forman junto al cabrestante y al virador para elevar el ancla, tienen su posición cercana al escobén y contrapuesta a la del cabrestante que está cercano a la caja de cadena.